# Open de Malaisie (squash)
Pour les articles homonymes, voir Open de Malaisie.
L'Open de Malaisie (Malaysian Open Squash Championships) est un tournoi annuel de squash se tenant à Kuala Lumpur en juillet. L'événement, organisé par le Squash Racquets Association of Malaysia (en), est le plus prestigieux tournoi de squash en Malaisie et se tient depuis 1975. Après une interruption en 2015 et 2016, le tournoi est organisé à nouveau à partir de 2017 mais avec une dotation et un plateau plus modeste. En 2021, il quitte la catégorie Challenger pour rejoindre la catégorie PSA Bronze.

## Palmarès

### Hommes
| Année | Champion                                                | Finaliste                                               | Score en finale                                         |                                                         |
| ----- | ------------------------------------------------------- | ------------------------------------------------------- | ------------------------------------------------------- | ------------------------------------------------------- |
| 2024  | Eain Yow Ng                                             | Youssef Soliman                                         | 11-7, 11-7, 11-7 (50 min)                               |                                                         |
| 2023  | Karim Abdel Gawad                                       | Mostafa Asal                                            | 11-8, 12-10, 11-5 (50 min)                              |                                                         |
| 2022  | Mazen Hesham                                            | Tarek Momen                                             | 2-11, 8-11, 11-6, 11-8, 11-5 (54 min)                   |                                                         |
| 2021  | Saurav Ghosal                                           | Miguel Ángel Rodríguez                                  | 11-7, 11-8, 13-11                                       |                                                         |
| 2020  | annulé en raison de la pandémie de Covid-19 en Malaisie | annulé en raison de la pandémie de Covid-19 en Malaisie | annulé en raison de la pandémie de Covid-19 en Malaisie | annulé en raison de la pandémie de Covid-19 en Malaisie |
| 2019  | Eain Yow Ng                                             | Nicolas Müller                                          | 11-7, 12-14, 11-9, 11-5                                 |                                                         |
| 2018  | Abdulla Al-Tamimi                                       | Yip Tsz Fung                                            | 5-11, 12-10, 11-1, 7-11, 11-5                           |                                                         |
| 2017  | Leo Au                                                  | Eain Yow Ng                                             | 11-6, 11-2, 11-4,                                       |                                                         |
| 2016  | Pas de compétition                                      | Pas de compétition                                      | Pas de compétition                                      |                                                         |
| 2015  | Pas de compétition                                      | Pas de compétition                                      | Pas de compétition                                      |                                                         |
| 2014  | Mohamed El Shorbagy                                     | Max Lee                                                 | 11-9, 11-5, 11-7                                        |                                                         |
| 2013  | Peter Barker                                            | Tarek Momen                                             | 11-5, 9-11, 11-5, 11-3                                  |                                                         |
| 2012  | Tarek Momen                                             | Mohamed El Shorbagy                                     | 12-10, 6-11, 12-10, 8-11, 14-12                         |                                                         |
| 2011  | Grégory Gaultier                                        | Aamir Atlas Khan                                        | 11-8, 11-3, 11-3                                        |                                                         |
| 2010  | Mohd Azlan Iskandar                                     | Tarek Momen                                             | 11-5, 11-6, 11-8                                        |                                                         |
| 2009  | Amr Shabana                                             | Nick Matthew                                            | 5-11, 11-9, 11-6, 11-4                                  |                                                         |
| 2008  | Ong Beng Hee                                            | Mohd Azlan Iskandar                                     | 11-6, 8-11, 4-11, 12-10, 11-8                           |                                                         |
| 2007  | Mohd Azlan Iskandar                                     | Stewart Boswell                                         | 13-11, 11-8, 11-4                                       |                                                         |
| 2006  | Adrian Grant                                            | Cameron Pilley                                          | 7-11, 11-6, 11-3, 11-6                                  |                                                         |
| 2005  | Ong Beng Hee                                            | Wael El Hindi                                           | 13-11, 11-6, 8-11, 11-7                                 |                                                         |
| 2004  | Mohd Azlan Iskandar                                     | Wael El Hindi                                           | 11-13, 11-5, 11-5, 11-7                                 |                                                         |
| 2003  | Pas de compétition                                      | Pas de compétition                                      | Pas de compétition                                      |                                                         |
| 2002  | Pas de compétition                                      | Pas de compétition                                      | Pas de compétition                                      |                                                         |
| 2001  | Anthony Ricketts                                        | Joseph Kneipp                                           | 15-7, 15-6 (abandon)                                    |                                                         |
| 2000  | Ong Beng Hee                                            | John Williams                                           | 16-17, 15-6, 15-8, 15-10                                |                                                         |
| 1999  | Pas de compétition                                      | Pas de compétition                                      | Pas de compétition                                      |                                                         |
| 1998  | Pas de compétition                                      | Pas de compétition                                      | Pas de compétition                                      |                                                         |
| 1997  | Pas de compétition                                      | Pas de compétition                                      | Pas de compétition                                      |                                                         |
| 1996  | Pas de compétition                                      | Pas de compétition                                      | Pas de compétition                                      |                                                         |
| 1995  | Simon Parke                                             | Del Harris                                              | 15-14, 15-6, 15-7                                       |                                                         |
| 1994  | Pas de compétition                                      | Pas de compétition                                      | Pas de compétition                                      |                                                         |
| 1993  | Pas de compétition                                      | Pas de compétition                                      | Pas de compétition                                      |                                                         |
| 1992  | Chris Dittmar                                           | Rodney Martin                                           |                                                         |                                                         |
| 1991  | Jansher Khan                                            | Brett Martin                                            | 17-16, 12-15, 15-5, 15-6                                |                                                         |
| 1990  | Rodney Martin                                           | Chris Dittmar                                           | 7-15, 15-8, 15-9, 15-6                                  |                                                         |
| 1989  | Pas de compétition                                      | Pas de compétition                                      | Pas de compétition                                      |                                                         |
| 1988  | Pas de compétition                                      | Pas de compétition                                      | Pas de compétition                                      |                                                         |
| 1987  | Jansher Khan                                            | Qamar Zaman                                             | 9-2, 9-0, 9-3                                           |                                                         |
| 1986  | Qamar Zaman                                             | Jansher Khan                                            | w/o                                                     |                                                         |
| 1985  | Jahangir Khan                                           | Kelvin Smith                                            | 9-0, 9-0, 9-5                                           |                                                         |
| 1984  | Greg Pollard                                            | Maqsood Ahmed                                           | 10-8, 9-6, 1-9, 9-3                                     |                                                         |
| 1983  | Jahangir Khan                                           | Dean Williams                                           |                                                         |                                                         |
| 1982  | Aly Abdel Aziz                                          | Atlas Khan                                              |                                                         |                                                         |
| 1981  | Atlas Khan                                              | Fahim Gul                                               |                                                         |                                                         |
| 1980  | Fahim Gul                                               | Atlas Khan                                              |                                                         |                                                         |
| 1979  | Fahim Gul                                               | Daulat Khan                                             |                                                         |                                                         |
| 1978  | Atlas Khan                                              | Fahim Gul                                               |                                                         |                                                         |
| 1977  | Fahim Gul                                               | Abdul Rahman                                            |                                                         |                                                         |
| 1976  | Maqsood Ahmed                                           | Atlas Khan                                              |                                                         |                                                         |
| 1975  | Gogi Alauddin                                           | Mohibullah Khan                                         |                                                         |                                                         |

### Femmes

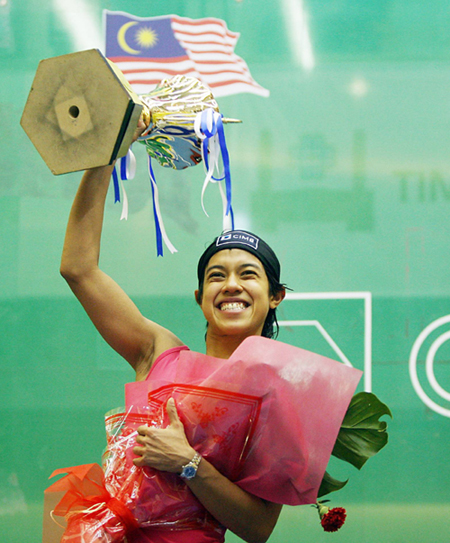
Nicol David avec son trophée du Malaysian Squash Open 2007.

| Année | Championne                                              | Finaliste                                               | Score en finale                                         |                                                         |
| ----- | ------------------------------------------------------- | ------------------------------------------------------- | ------------------------------------------------------- | ------------------------------------------------------- |
| 2024  | Amina Orfi                                              | Sivasangari Subramaniam                                 | 8-11, 11-9, 12-10, 8-11, 11-6 (88 min)                  |                                                         |
| 2023  | Nour El Tayeb                                           | Rachel Arnold                                           | 11-2, 11-4, 11-4 (18 min)                               |                                                         |
| 2022  | Nele Gilis                                              | Olivia Fiechter                                         | 5-11, 11-5, 13-11, 11-9 (59 min)                        |                                                         |
| 2021  | Aifa Azman                                              | Salma Hany                                              | 12-10, 11-8, 11-4                                       |                                                         |
| 2020  | annulé en raison de la pandémie de Covid-19 en Malaisie | annulé en raison de la pandémie de Covid-19 en Malaisie | annulé en raison de la pandémie de Covid-19 en Malaisie | annulé en raison de la pandémie de Covid-19 en Malaisie |
| 2019  | Rachel Arnold                                           | Low Wee Wern                                            | 11-7, 11-13, 10-12, 11-8, 11-5                          |                                                         |
| 2018  | Low Wee Wern                                            | Satomi Watanabe                                         | 11-8, 11-7, 11-4                                        |                                                         |
| 2017  | Sivasangari Subramaniam                                 | Milnay Louw                                             | 11-9, 11-3, 11-5,                                       |                                                         |
| 2016  | Pas de compétition                                      | Pas de compétition                                      | Pas de compétition                                      |                                                         |
| 2015  | Pas de compétition                                      | Pas de compétition                                      | Pas de compétition                                      |                                                         |
| 2014  | Raneem El Weleily                                       | Nour El Tayeb                                           | 7-11, 11-3, 12-10, 2-11, 11-7                           |                                                         |
| 2013  | Nicol David                                             | Raneem El Weleily                                       | 11-8, 11-7, 11-6                                        |                                                         |
| 2012  | Raneem El Weleily                                       | Nicol David                                             | 12-10, 11-13, 11-6, 11-2                                |                                                         |
| 2011  | Nicol David                                             | Jenny Duncalf                                           | 11-6, 12-10, 11-5                                       |                                                         |
| 2010  | Nicol David                                             | Jenny Duncalf                                           | 11-6, 6-11, 11-7, 10-12, 11-5                           |                                                         |
| 2009  | Nicol David                                             | Alison Waters                                           | 11-6, 11-8, 9-11, 11-7                                  |                                                         |
| 2008  | Nicol David                                             | Natalie Grinham                                         | 11-1, 11-4, 11-6                                        |                                                         |
| 2007  | Nicol David                                             | Tania Bailey                                            | 9-4, 9-3, 9-2                                           |                                                         |
| 2006  | Nicol David                                             | Tania Bailey                                            | 9-4, 9-6, 2-9 5-9, 9-3                                  |                                                         |
| 2005  | Nicol David                                             | Vanessa Atkinson                                        | 3-9, 9-3, 1-9, 9-1, 9-4                                 |                                                         |
| 2004  | Vanessa Atkinson                                        | Nicol David                                             | 9-2, 9-4, 9-0                                           |                                                         |
| 2003  | Cassie Jackman                                          | Nicol David                                             | 9-5, 1-9, 9-4, 9-7                                      |                                                         |
| 2002  | Carol Owens                                             | Rebecca Macree                                          | 9-2, 9-6, 9-1                                           |                                                         |
| 2001  | Pas de compétition                                      | Pas de compétition                                      | Pas de compétition                                      |                                                         |
| 2000  | Stephanie Brind                                         | Maha Zein                                               | 9-6, 9-1, 9-1                                           |                                                         |
| 1999  | Pas de compétition                                      | Pas de compétition                                      | Pas de compétition                                      |                                                         |
| 1998  | Pas de compétition                                      | Pas de compétition                                      | Pas de compétition                                      |                                                         |
| 1997  | Sarah Fitz-Gerald                                       | Michelle Martin                                         | 9-2, 0-9, 9-2, 8-10, 9-7                                |                                                         |
| 1996  | Sarah Fitz-Gerald                                       | Cassie Jackman                                          |                                                         |                                                         |
| 1995  | Liz Irving                                              | Michelle Martin                                         |                                                         |                                                         |
| 1994  | Michelle Martin                                         | Cassie Jackman                                          | 10-8, 9-3, 10-9                                         |                                                         |
| 1993  | Michelle Martin                                         | Sarah Fitz-Gerald                                       | 6-9, 5-9, 9-2, 9-4, 9-1                                 |                                                         |
| 1992  | Michelle Martin                                         | Robyn Lambourne                                         | 15-11, 15-10, 15-10                                     |                                                         |
| 1991  | Michelle Martin                                         | Cassie Jackman                                          | 15-11, 15-6, 7-15, 15-13                                |                                                         |
| 1990  | Lisa Opie                                               | Danielle Drady                                          |                                                         |                                                         |
| 1989  | Pas de compétition                                      | Pas de compétition                                      | Pas de compétition                                      |                                                         |
| 1988  | Lisa Opie                                               | Michelle Martin                                         |                                                         |                                                         |
| 1987  | Lucy Soutter                                            | Alison Cumings                                          |                                                         |                                                         |
| 1986  | Lisa Opie                                               | Lucy Soutter                                            |                                                         |                                                         |
| 1985  | Geraldine Yeo                                           | Miyuki Adachi                                           |                                                         |                                                         |
| 1984  | Lim Siok Hui                                            | Barbara Hartmann                                        |                                                         |                                                         |
| 1983  | Chia Chew Lan                                           | Geraldine Yeo                                           |                                                         |                                                         |
| 1982  | Sue Paton                                               | Machiko Miyagishima                                     |                                                         |                                                         |
| 1981  | Sue Paton                                               | Bhuvneshwari Kumari                                     |                                                         |                                                         |
| 1980  | Sue Paton                                               | Tracey Oh                                               |                                                         |                                                         |
| 1979  | Machiko Miyagishima                                     | Tracey Oh                                               |                                                         |                                                         |
| 1978  | Annette Andrews                                         | Tracey Oh                                               |                                                         |                                                         |
| 1977  | Annette Andrews                                         | Rose Trablante                                          |                                                         |                                                         |
| 1976  | Annette Andrews                                         | Glynne Wong                                             |                                                         |                                                         |
| 1975  | Helen Chinchen                                          | Glynne Wong                                             |                                                         |                                                         |